# Baleine à bec de Blainville
Espèce
Statut de conservation UICN

 DD  : Données insuffisantes
La baleine à bec de Blainville (Mesoplodon densirostris) est la plus grande des baleines mésoplodontes et probablement la mieux documentée.

## Description physique
Le Mésoplodon de Blainville est une baleine à bec plus petite (4-6 m) que la baleine à bec de Cuvier et au bec plus long, déformé par les défenses chez les deux sexes.

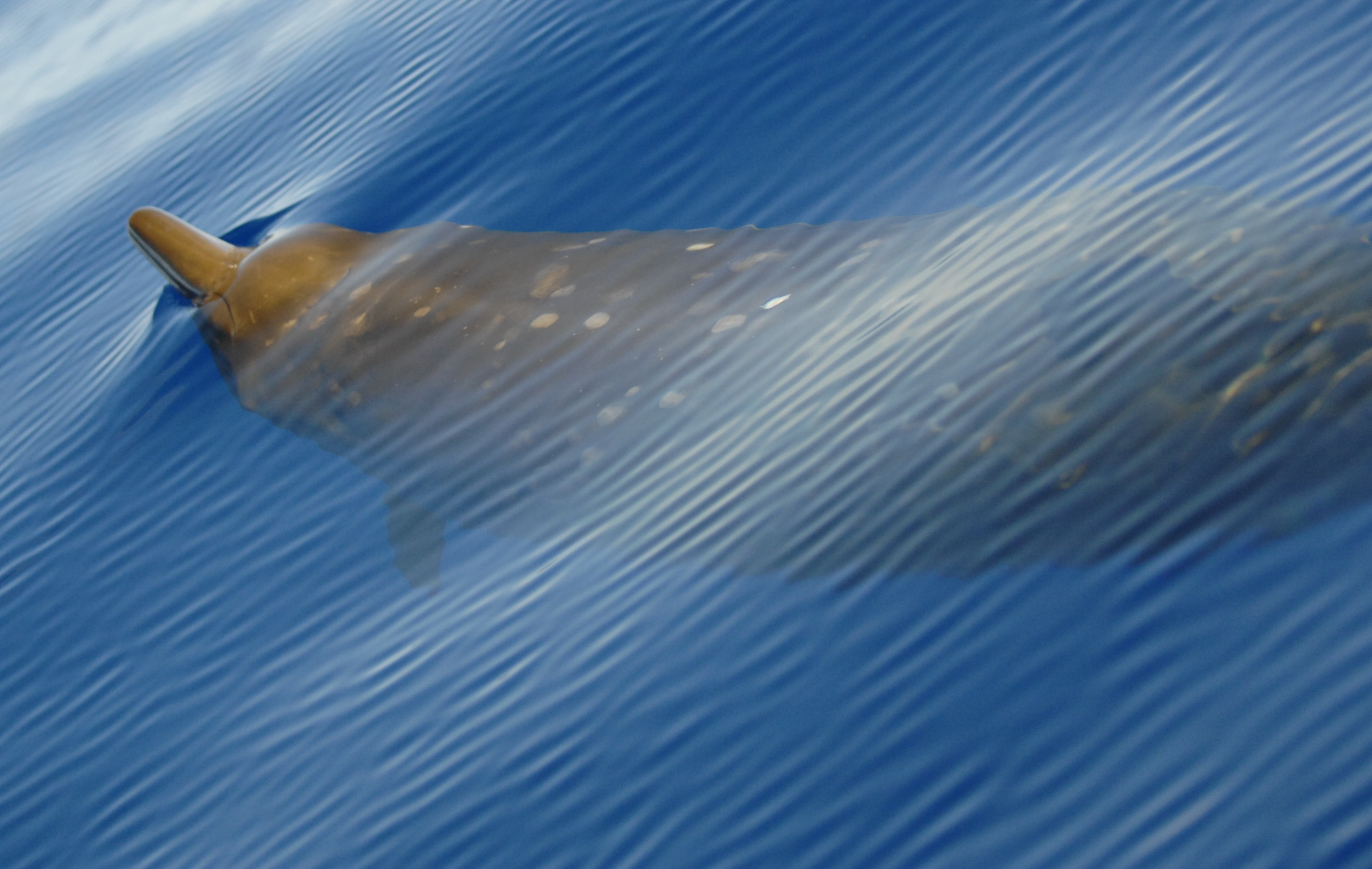
En surface
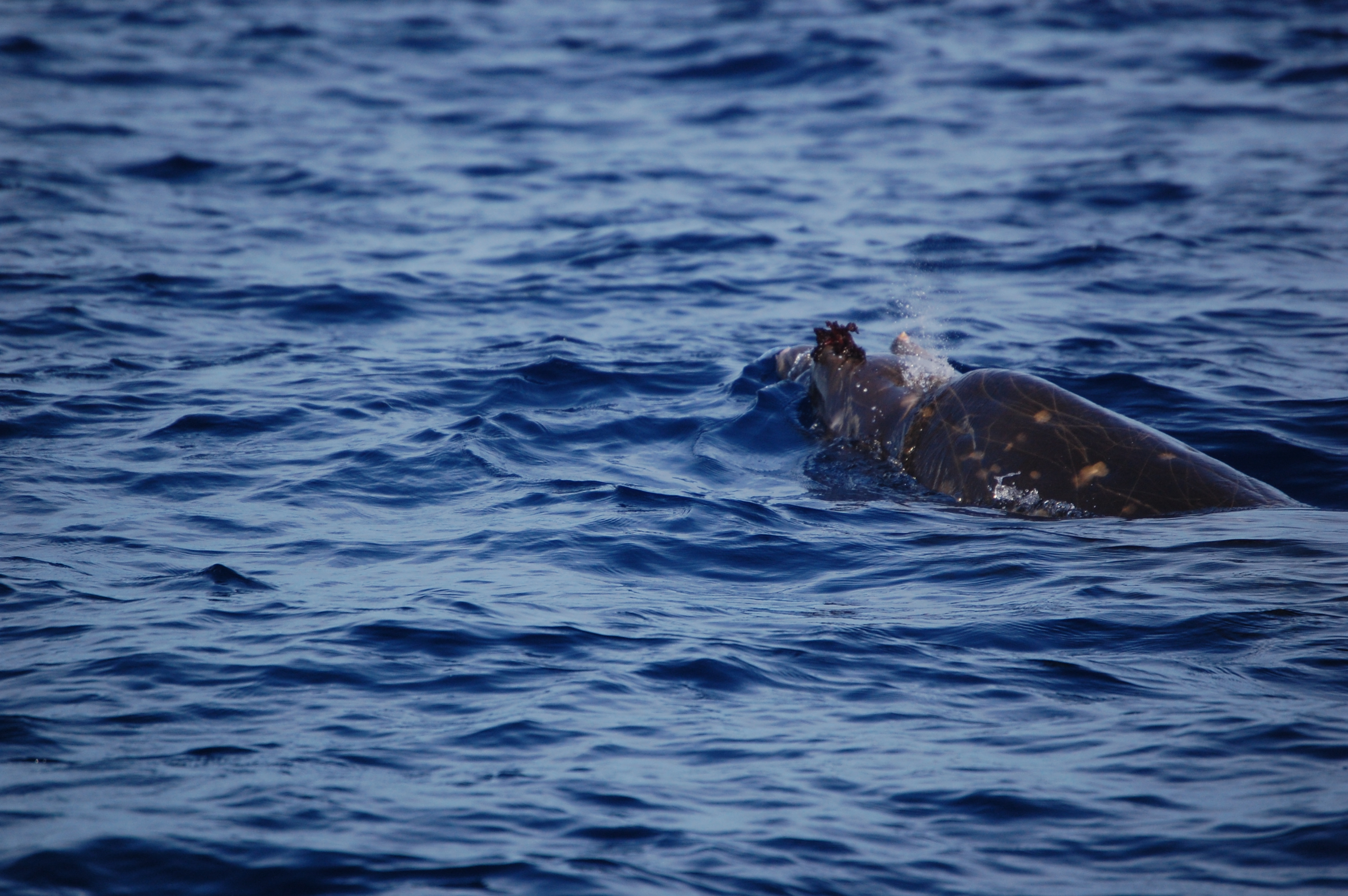
Mâle aux défense proéminentes
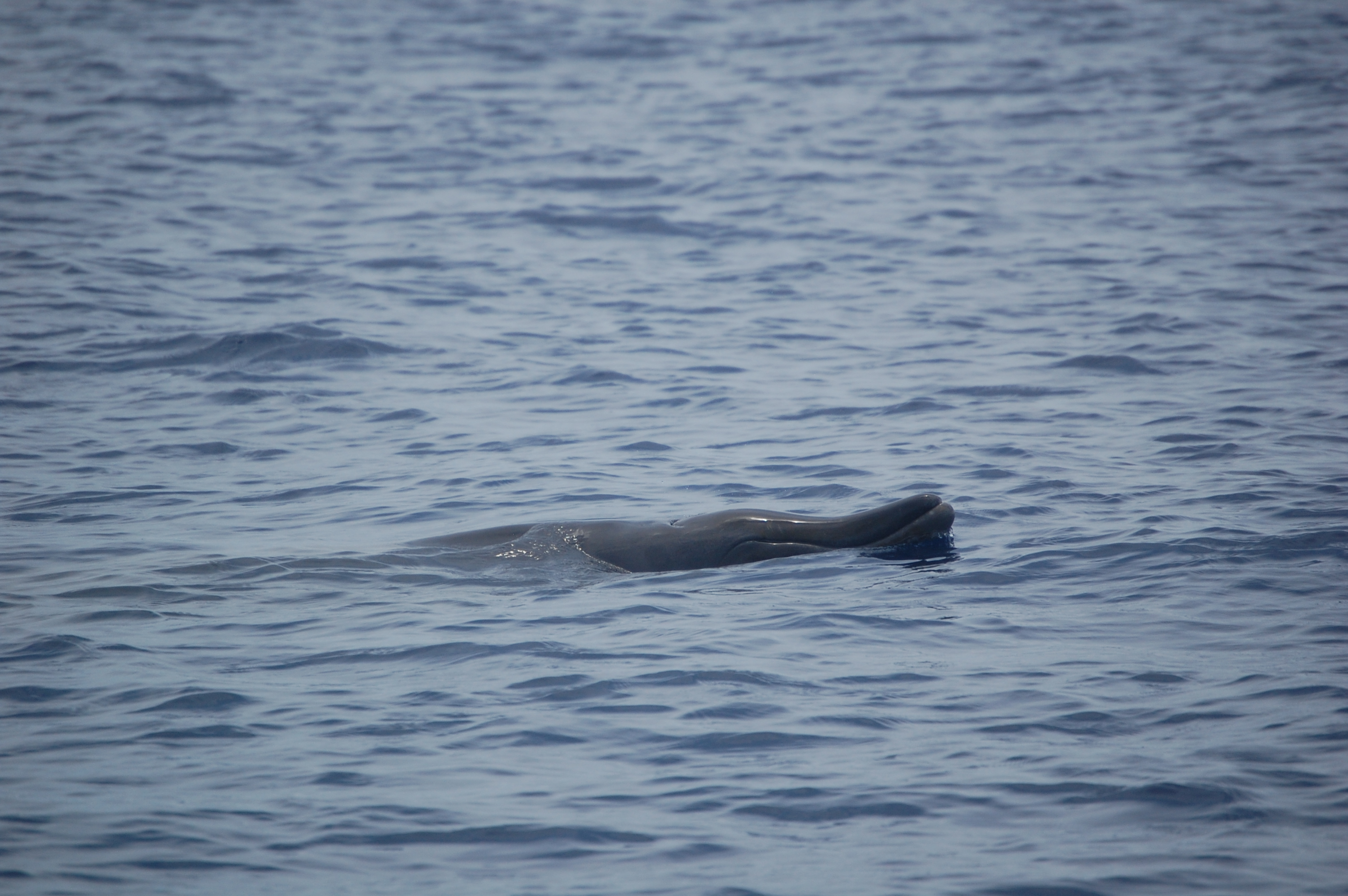
Femelle
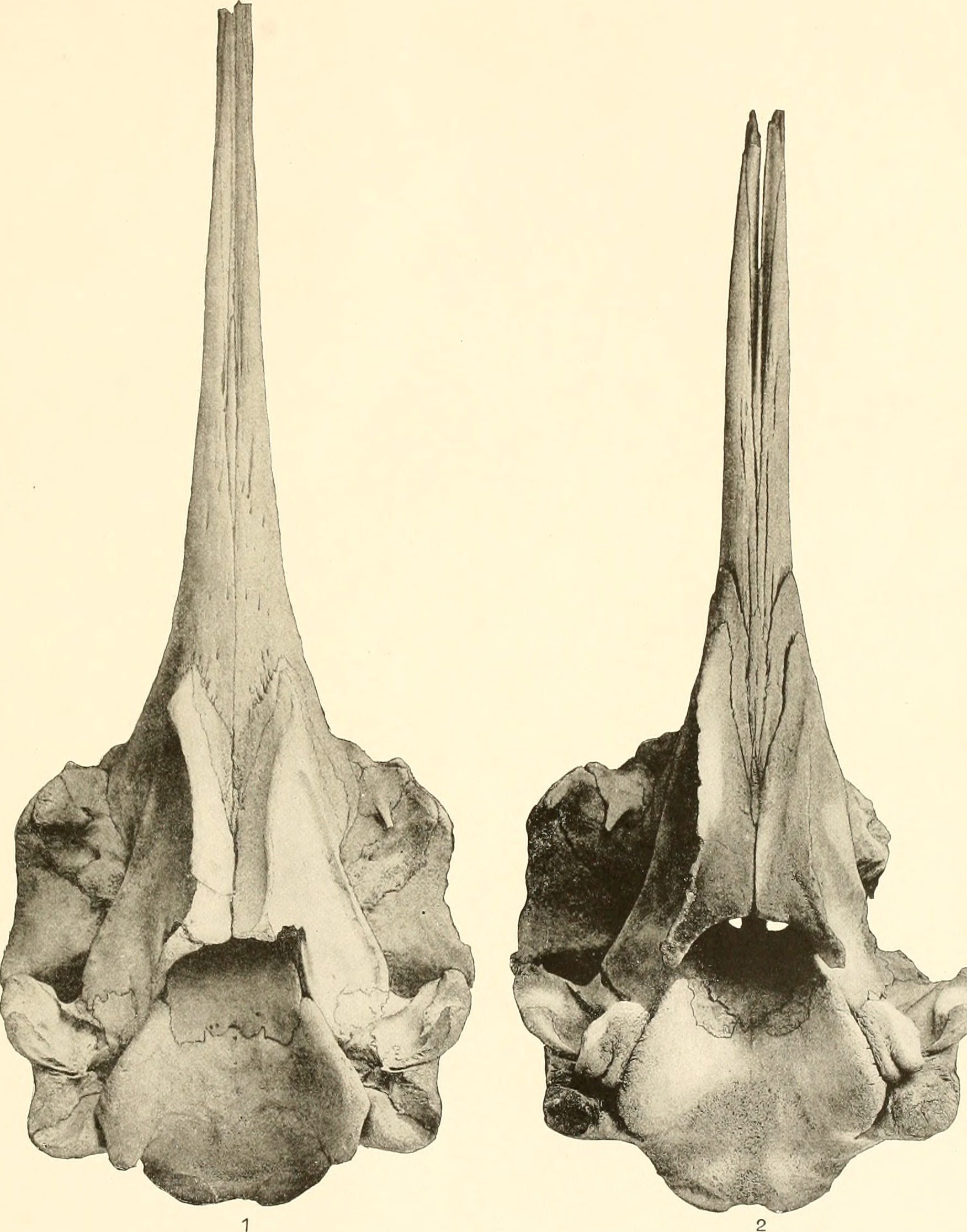
Crâne.

Le corps est robuste, mais aussi quelque peu comprimé latéralement, comparativement aux autres mésoplodons. Les mâles ont une apparence très distinctive, les mâchoires surmontent le rostre, comme chez une poignée d'autres espèces, mais le font vers le début de la mandibule et descendent ensuite vers un bec moyennement long. Avant que la mâchoire ne descende, une dent infestée de balanes est présente. L’une des caractéristiques les plus remarquables de la baleine réside dans les os extrêmement denses du rostre (d’où son nom), qui constituent probablement une forme de protection contre les agressions des autres mâles. Le melon de la baleine est plat et à peine perceptible. La coloration est bleu foncé ou gris sur le dessus et gris plus clair sur le dessous, et la tête est normalement brunâtre. Les mâles ont des cicatrices et des morsures de squalelets féroces typiques du genre. Les mâles atteignent au moins 4,4 m et 800 kg, tandis que les femelles atteignent au moins 4,6 m et 1 t. Les juvéniles mesurent 1,9 m de long à la naissance et pèse 60 kg.

## Population et distribution

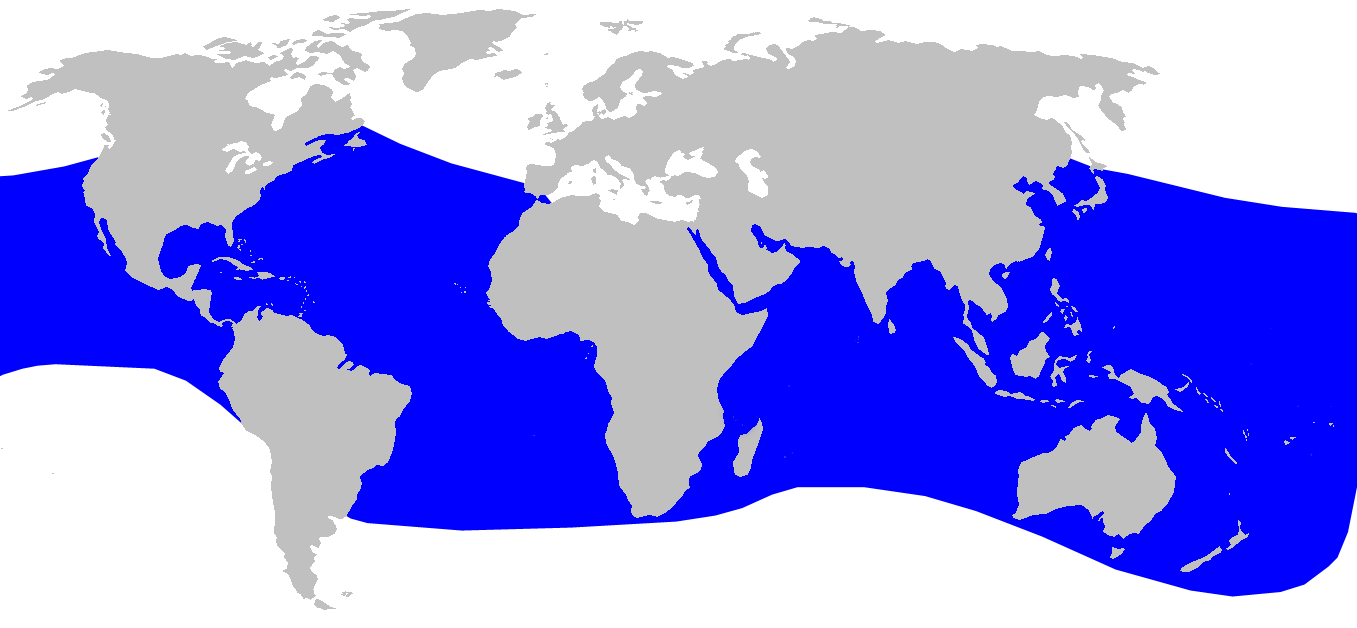
Répartition estimée de la baleine à bec de Blainville (sans la Méditerranée).

Cette baleine à bec semble fréquenter toutes les mers tropicales et tempérées du monde, et des spécimens échoués ont été retrouvés de l'Islande à la Nouvelle-Zélande.
Les observations les plus fréquentes ont lieu autour d'Hawaii et aux Bahamas.
Cette espèce est signalée en Méditerranée mais à la présence très rare voire incertaine.

## Comportement
Ces baleines sont vues en groupes de 3 à 7 individus. Les plongées ont été mesurées jusqu'à au moins 22 minutes. Lorsque le cétacé fait surface, il le fait lentement et avec peu d'éclaboussures. Il se nourrit probablement de calmars et de poissons.

## Conservation
Cette espèce a parfois été chassée ou pêchée, mais jamais exploitée de manière industrielle, faute de sous-produit valorisable. Elle demeure victime de la pollution et de prises accessoires dans les filets de pêche, et désorientée par la pollution sonore sous-marine.
Au large des Bahamas du nord-est, ces animaux sont particulièrement bien documentés, et un projet d'identification photographique a démarré peu de temps après 2002.